# Augustin Clerveaux
 (novembre 2024).
Augustin Clerveaux, né vers 1763 à la Marmelade (Saint-Domingue) et mort en 1804 à Dondon (Haïti), est un général français de la révolution française.

## États de service
Ancien libre de couleur, cet officier mulâtre doit sa carrière au général Toussaint Louverture qu’il rallie dès 1793. Il est nommé général de brigade en 1799.
En 1802, il commande le département de Samaná et la 6e demi-brigade lorsqu’il reconnaît l’autorité du gouvernement français et du capitaine-général Leclerc lors de l'expédition de Saint-Domingue. Ce dernier le maintient dans son grade et dans sa fonction[réf. nécessaire].
En 1804, il est l’un des signataires de l’acte d’indépendance d’Haïti, et il est très actif dans le massacre des Français[réf. nécessaire].
Il meurt de la fièvre jaune en 1804 à Dondon, lors de la campagne contre le général Ferrand[réf. nécessaire].

## Sources
- Pamphile vicomte de Lacroix, La Révolution de Haïti, 1819, p. 170
- vicomte Pamphile Lacroix, Mémoires pour servir à l'histoire de la révolution de Saint-Domingue, vol. 2, 1819
- (en) « Generals Who Served in the French Army during the Period 1789 - 1814: Eberle to Exelmans »